# 单向前
单向前（1972年8月—），男，汉族，河南方城人，中华人民共和国政治人物。中国人民大学经济学院西方经济学在职博士。现任中共安徽省委常委、秘书长。

## 生平
1995年毕业于北京师范大学，1995年8月进入人民日报社工作，历任人事局干事、副主任科员、主任科员（1997年9月到2000年7月在职就读中国社会科学院研究生院新闻系，获硕士学位），国内政治部记者、编辑、党建组副组长。
2003年5月，进入中央组织部工作，历任干部一局副处级干部，人才工作局四处副处长，组织局处长，组织二局（基层办）一处处长，组织二局（基层办）副巡视员、一处处长，组织二局（基层办）副巡视员。

### 外调安徽
2011年11月，挂职中共芜湖市委常委、副市长；2012年7月，挂任芜湖市委常委、中共繁昌县委书记；2014年12月，任中共铜陵市委副书记。
2018年11月，任安徽省卫生健康委党组书记。2020年6月，任中共芜湖市委副书记，副市长、代市长，同年8月27日当选市长。2021年5月，任中共芜湖市委书记，芜湖市人大常委会主任。
2023年1月，任安徽省副省长，晋升副省级。2024年8月，升任中共安徽省委常委、秘书长。